# Dansk Melodi Grand Prix 1981
Dansk Melodi Grand Prix 1981 hölls den 28 februari 1981 i Restaurant Valencia i Köpenhamn, Danmark. Programmet sändes direkt av Danmarks Radio som en del av programmet "Lørdag - lige nu", av Jørgen de Mylius. Vinnarlåten blev "Krøller eller ej" med Tommy Seebach & Debbie Cameron, som den 4 april 1981 deltog i Eurovision Song Contest 1981 i Dublin, Irland, där den slutade på 11:e plats av 20 bidrag.
Detta års tävling hölls med låg budget. Programmet inleddes med en kasse som visade orden: "Fattigt men flot Grand Prix 81". Därefter tog sig Jørgen de Mylius genom kassen. Jørgen de Mylius talade ofta om ekonomin under programmet, bland annat med orden "fattig-80'erne".

## Poängfördelning
Stor kritik riktades mot poängsystemet 1980, och 1981 lades systemet om. Poängen delades ut av 100 jurymedlemmar, som fanns i salen. Varje medlem gav låtarna poäng på en skala från 1 till 5, och sedan räknades alla poäng samman. Totalt delades 500 + 400 + 300 + 200 + 100 = 1.500 poäng ut över de fem deltagarna. Tilldelningen av poäng visades inte i TV. Jørgen de Mylius fick bara en sedel i handen, där han meddelade vinnaren och de 441 poäng den fått. Övriga låtars poäng visades inte på skärmen.

## Resultat
| Nummer | Artist                         | Melodi               | Låtskrivare                       | Placering | Poäng |
| ------ | ------------------------------ | -------------------- | --------------------------------- | --------- | ----- |
| 1      | Hans Mosters Vovse             | King Kong boogie     | Allan Mortensen                   | 2         | 375   |
| 2      | Annika                         | Sådan en dejlig dame | Torben Lendager / Henrik H. Lund  | 3         | 359   |
| 3      | Tommy Seebach & Debbie Cameron | Krøller eller ej     | Tommy Seebach / Keld Heick        | 1         | 441   |
| 4      | Theis Jensen                   | Satchmo              | Theis Jensen & Niels Jørgen Steen | 5         | 210   |
| 5      | Carsten Elmer & Jørgen Klubien | En tragisk komedie   | Kasper Winding / Michael Elo      | 4         | 238   |